# هاري أيكمن
هاري أيكمن (بالإنجليزية: Harry Ekman)‏ هو فنان أمريكي، ولد في 1923، وتوفي في 1999.